# Vuisternens-devant-Romont
Vuisternens-devant-Romont (Freiburger Patois Vouèthèrnin-devin-Remonⓘ) ist eine politische Gemeinde im Distrikt Glâne des Kantons Freiburg in der Schweiz. Der frühere deutsche Name Winterlingen bei Remund wird heute nicht mehr verwendet. Mit Wirkung auf den 1. Januar 2003 wurden die vorher selbständigen Gemeinden Lieffrens, Les Ecasseys, Sommentier, La Magne, La Joux, Villariaz und Estévenens nach Vuisternens-devant-Romont eingemeindet, am 1. Januar 2004 stiess auch die Gemeinde La Neirigue hinzu.

## Geographie

Luftbild (1964)

Vuisternens-devant-Romont liegt auf 778 m ü. M., 5 km südlich des Bezirkshauptortes Romont (Luftlinie). Das Dorf erstreckt sich auf der breiten Höhe zwischen den Tälern der Glâne im Westen und der Neirigue im Osten, im südwestlichen Freiburger Mittelland.
Die Fläche des 24,1 km² grossen Gemeindegebiets umfasst einen Abschnitt des Molassehügellandes des höheren Freiburger Mittellandes. Der zentrale Teil des Gebietes wird vom sanft nach Norden geneigten Hang von Vuisternens eingenommen, der durch mehrere kleine Bäche zur Neirigue entwässert wird. Nach Norden erstreckt sich das Gebiet in das breite Tal der Neirigue, flankiert von der Waldhöhe Les Brévires (851 m ü. M.) im Westen und dem Hügelgebiet des Gibloux im Osten. Hier reicht ein schmaler Streifen über den Hang von Estévenens auf die zum Gibloux gehörenden Hügel Es Verraux (mit 976 m ü. M. der höchste Punkt von Vuisternens-devant-Romont) und Derbali (oberhalb des Gehöfts Les Sudains 970 m ü. M.).
Der südliche Gemeindeteil umfasst das gewellte Molassehügelland im freiburgischen Alpenvorland. Den höchsten Punkt bildet hier mit 957 m ü. M. der Waldhügel Bois du Chaney. Von diesem Hügel fliessen der Fochau direkt zur Glâne, der Ruisseau des Grands Marais zur Neirigue. Ganz im Süden reicht die Gemeindefläche in das Quellgebiet der Neirigue und in dasjenige des Flon (rechter Seitenbach der Broye). Von der Gemeindefläche entfielen 1997 5 % auf Siedlungen, 15 % auf Wald und Gehölze, 79 % auf Landwirtschaft, und etwas weniger als 1 % war unproduktives Land.
Zu Vuisternens-devant-Romont gehören die Dörfer Villariaz (758 m ü. M.), Estévenens (779 m ü. M.) und La Neirigue (740 m ü. M.) in der Mulde der Neirigue, Sommentier (906 m ü. M.) und La Joux (858 m ü. M.) am Hang oberhalb von Vuisternens, die Streusiedlungen La Magne (850 m ü. M.), Lieffrens (862 m ü. M.) und Les Ecasseys (915 m ü. M.) an den Hängen des Bois du Chaney sowie über das ganze Gebiet verstreut zahlreiche Hofsiedlungen und Einzelhöfe. Nachbargemeinden von Vuisternens-devant-Romont sind Mézières, Massonnens, Grangettes, Sâles, La Verrerie, Le Flon und Siviriez.

## Bevölkerung
Mit 2352 Einwohnern (Stand 31. Dezember 2023) gehört Vuisternens-devant-Romont zu den mittelgrossen Gemeinden des Kantons Freiburg. Von den Bewohnern sind 96,1 % französischsprachig, 2,4 % deutschsprachig, und 1,1 % sprechen Portugiesisch (Stand 2000). Die Bevölkerungszahl von Vuisternens-devant-Romont belief sich 1900 auf 1868 Einwohner (inklusive alle heute eingemeindeten Ortschaften). Nach einem Höchststand um 1940 (1995 Einwohner) wurde durch starke Abwanderung bis 1980 ein Rückgang um 32 % auf 1355 Personen beobachtet. Erst seither wurde wieder ein deutliches Bevölkerungswachstum verzeichnet.

## Wirtschaft
Vuisternens-devant-Romont war bis in die zweite Hälfte des 20. Jahrhunderts ein vorwiegend durch die Landwirtschaft geprägtes Dorf. Früher wurden durch die Wasserkraft der Neirigue Mühlen betrieben. Im 19. Jahrhundert spielte die Strohflechterei dank dem damals verbreiteten Getreideanbau eine bedeutende Rolle.
Noch heute haben die Milchwirtschaft, die Viehzucht und der Ackerbau einen wichtigen Stellenwert in der Erwerbsstruktur der Bevölkerung. Weitere Arbeitsplätze sind im lokalen Kleingewerbe und im Dienstleistungssektor vorhanden. In der Gemeinde sind mehrere Sägereien, Schreinereien und Zimmereien sowie ein Betrieb für die Herstellung von Landwirtschaftsmaschinen vertreten. In den letzten Jahrzehnten hat sich das Dorf auch zu einer Wohngemeinde entwickelt. Viele Erwerbstätige sind deshalb Wegpendler, die hauptsächlich in den Regionen Romont, Bulle, teilweise aber auch in Vevey und Umgebung arbeiten.

## Verkehr
Die Gemeinde ist verkehrstechnisch recht gut erschlossen. Sie liegt an der Hauptstrasse von Romont nach Bulle. Der nächste Anschluss an die Autobahn A12, die seit 1981 durchgehend von Bern bis Vevey befahrbar ist, liegt rund 6 km vom Ortskern entfernt. Am 1. Juli 1868 wurde die Eisenbahnlinie von Romont nach Bulle mit einem Bahnhof in Vuisternens-devant-Romont in Betrieb genommen. Für die Feinverteilung im öffentlichen Verkehr sorgt die Buslinie der Transports publics fribourgeois, die von Romont nach Palézieux-Gare verkehrt.

## Geschichte

Altes Wappen von Vuisternens-devant-Romont

Alte Fahne von Vuisternens-devant-Romont

Die erste urkundliche Erwähnung des Ortes erfolgte im Jahr 929 unter dem Namen Winterningis. Später erschienen die Bezeichnungen Wisternegus (im 12. Jahrhundert), Wistarnens (1198) und Wisternens (1453). Die Herkunft des Ortsnamens ist nicht eindeutig geklärt. Vuisternens geht vermutlich auf den Personennamen Winitarn zurück und bedeutet mit dem Suffix -ens so viel wie bei den Leuten des Winitarn. Andere Quellen halten eine Herleitung vom germanischen Wort ventru (Winter) für möglich.
Vuisternens bildete seit dem Mittelalter eine eigene Herrschaft, die nach 1270 in den Einflussbereich der Grafen von Savoyen geriet. Als die Berner 1536 das Waadtland eroberten, kam Vuisternens-devant-Romont unter die Herrschaft von Freiburg und wurde der Vogtei Romont zugeordnet. Nach dem Franzoseneinfall im März 1798 und dem folgenden Zusammenbruch des Ancien Régime gehörte das Dorf während der Helvetik und der darauf folgenden Zeit zum Bezirk Romont. Die südlichsten Gemeindeteile mit Lieffrens, Les Ecasseys und La Joux unterstanden dagegen der Herrschaft Rue, ab 1536 der Vogtei und ab 1798 dem Bezirk Rue. Mit der neuen Kantonsverfassung von 1848 verschmolzen die vorherigen Bezirke Romont und Rue im neuen Bezirk Glâne.
Im Rahmen der vom Kanton Freiburg seit 2000 geförderten Gemeindefusionen wurde eine Fusion von Vuisternens-devant-Romont mit den umliegenden Kleingemeinden vorbereitet. Nachdem die Bewohner sämtlicher Gemeinden 2002 mit einer Ja-Mehrheit von durchschnittlich 75 % der Fusion zugestimmt hatten, wurden auf den 1. Januar 2003 die vorher politisch eigenständigen Gemeinden Estévenens, Villariaz, Lieffrens, Sommentier, Les Ecasseys, La Magne und La Joux mit Vuisternens-devant-Romont zusammengelegt. Ein Jahr später erfolgte am 1. Januar 2004 auch die Eingemeindung von La Neirigue. Mit dieser Fusion erhielt die Gesamtgemeinde ein neues Wappen.

## Sehenswürdigkeiten
Der heutige Bau der Pfarrkirche Sainte-Marie wurde 1825 im Stil des Klassizismus errichtet. Vuisternens-devant-Romont und seine umliegenden Orte besitzen einige charakteristische Bauernhäuser aus dem 17. bis 19. Jahrhundert.